# Анхитерии
Анхите́рии (лат. Anchitherium, от др.-греч. ἀγχῐ- +θηρίον — ближний зверь) — род вымерших млекопитающих из семейства лошадиных. Животные размером с пони. Родом они из Северной Америки, оттуда мигрировали в Евразию, где имели обширный ареал в неогене. Жили в лесных зарослях или среди влажных лугов.
По строению зубов анхитерий имеет сходство с палеотерием, но по строению конечностей отличается от него, а именно имеет два боковых пальца трёхпалой конечности значительно меньшей длины, чем средний.
Анхитерии — одна из боковых ветвей в эволюции семейства лошадиных.

## Виды
- Anchitherium alberdiae
- Anchitherium aurelianense
- Anchitherium australis
- Anchitherium castellanum
- Anchitherium clarencei
- Anchitherium corcolense
- Anchitherium cursor
- Anchitherium ezquerrae
- Anchitherium gobiense
- Anchitherium hippoides
- Anchitherium matritense
- Anchitherium navasotae
- Anchitherium parequinum
- Anchitherium procerum